# لوکاس کانو
لوکاس کانو (انگلیسی: Lucas Cano؛ زادهٔ ۹ مهٔ ۱۹۹۵) بازیکن فوتبال اهل آرژانتین است.
از باشگاه‌هایی که در آن بازی کرده‌است می‌توان به باشگاه فوتبال آرژانتینوس جونیورز اشاره کرد.